# Will Schwarz (Architekt)
Will Schwarz (* 1907 in Gelsenkirchen; † 21. Januar 1992 in Dortmund) war ein deutscher Architekt, Stadtplaner und Künstler.

## Leben
Von 1924 bis 1928 besuchte Will Schwarz die Kunstgewerbeschule in Dortmund und studierte von 1929 bis 1932 an der Vereinigten Staatsschulen für freie und angewandte Kunst in Berlin-Charlottenburg Architektur. Seit 1934 arbeitete er als freier Architekt in Dortmund. Seine Berufstätigkeit musste er kriegsbedingt unterbrechen, leistete von 1939 bis 1945 den Kriegsdienst bei der Luftwaffe und nahm 1946 seine freiberufliche Praxis wieder auf. 1968 wurde Will Schwarz in die Deutsche Akademie für Städtebau und Landesplanung (DASL) berufen und begründete 1972 eine Partnerschaft mit den Dortmunder Architekten Hans und Petra Magoley.
Will Schwarz übte nicht nur durch seine Bauten einen nachhaltigen Einfluss auf die Gesellschaft aus, sondern war zudem als Lehrender und Mitglied in zahlreichen fachspezifischen Gremien tätig. Er war Ehrenvorsitzender des Berufsverbandes Bildender Künstler (BBK) Westfalen Süd-Nord, Mitglied im Deutschen Werkbund NW, im Bund Deutscher Architekten (BDA), hier von 1948 bis 1968 Erster Vorsitzender der BDA-Kreisgruppe Dortmund, und lehrte an der Schule für Bildende und Angewandte Kunst Dortmund.
Zahlreiche seiner Werke wurden in Fachzeitschriften publiziert.
Er starb am 21. Januar 1992 und wurde auf dem Dortmunder Hauptfriedhof beigesetzt, sein beruflicher Nachlass wird im Stadtarchiv Dortmund aufbewahrt. 2016 wurde die Dortmunder Castellestraße in Will-Schwarz-Straße umbenannt.

## Bauten

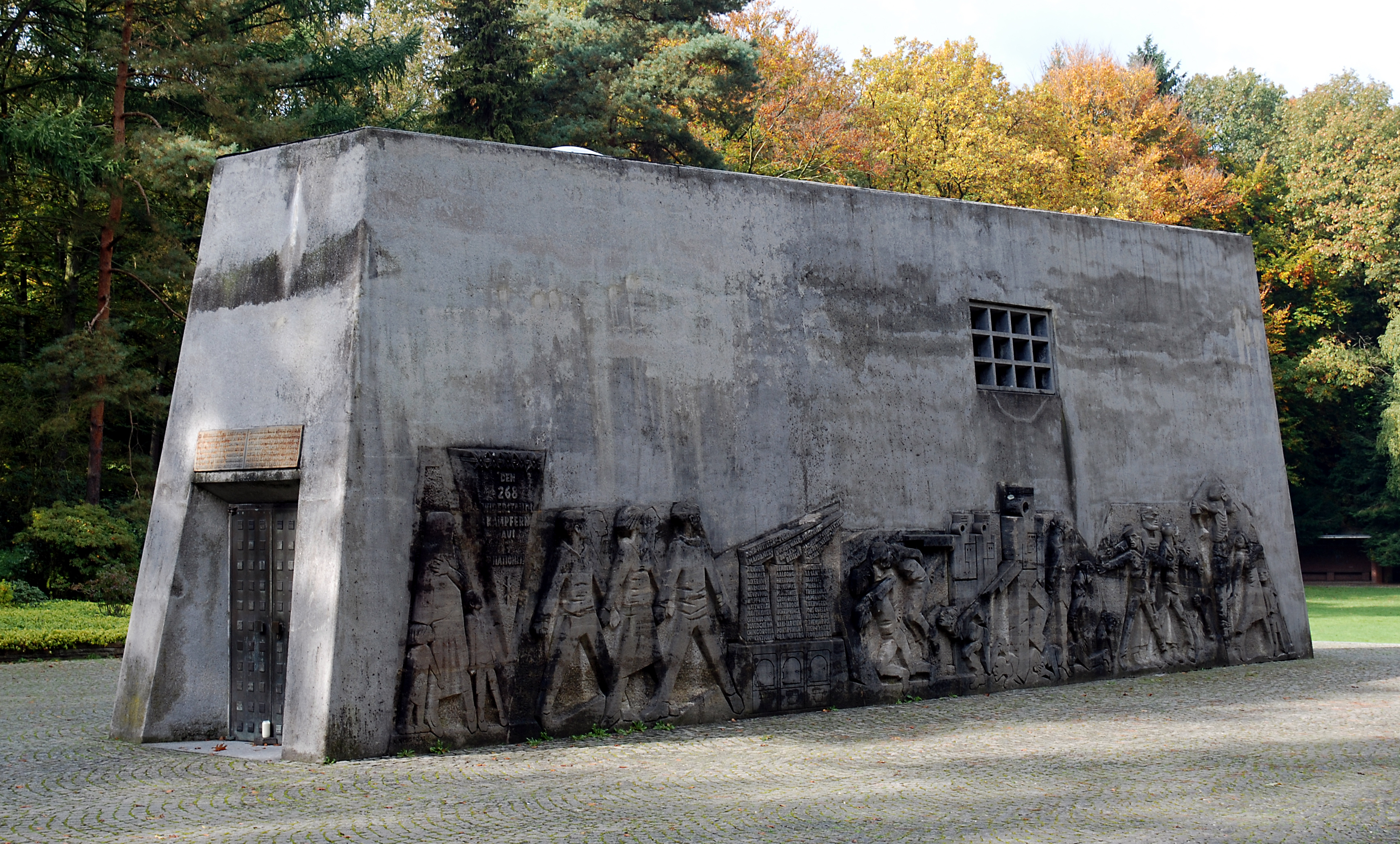
Mahnmal Bittermark

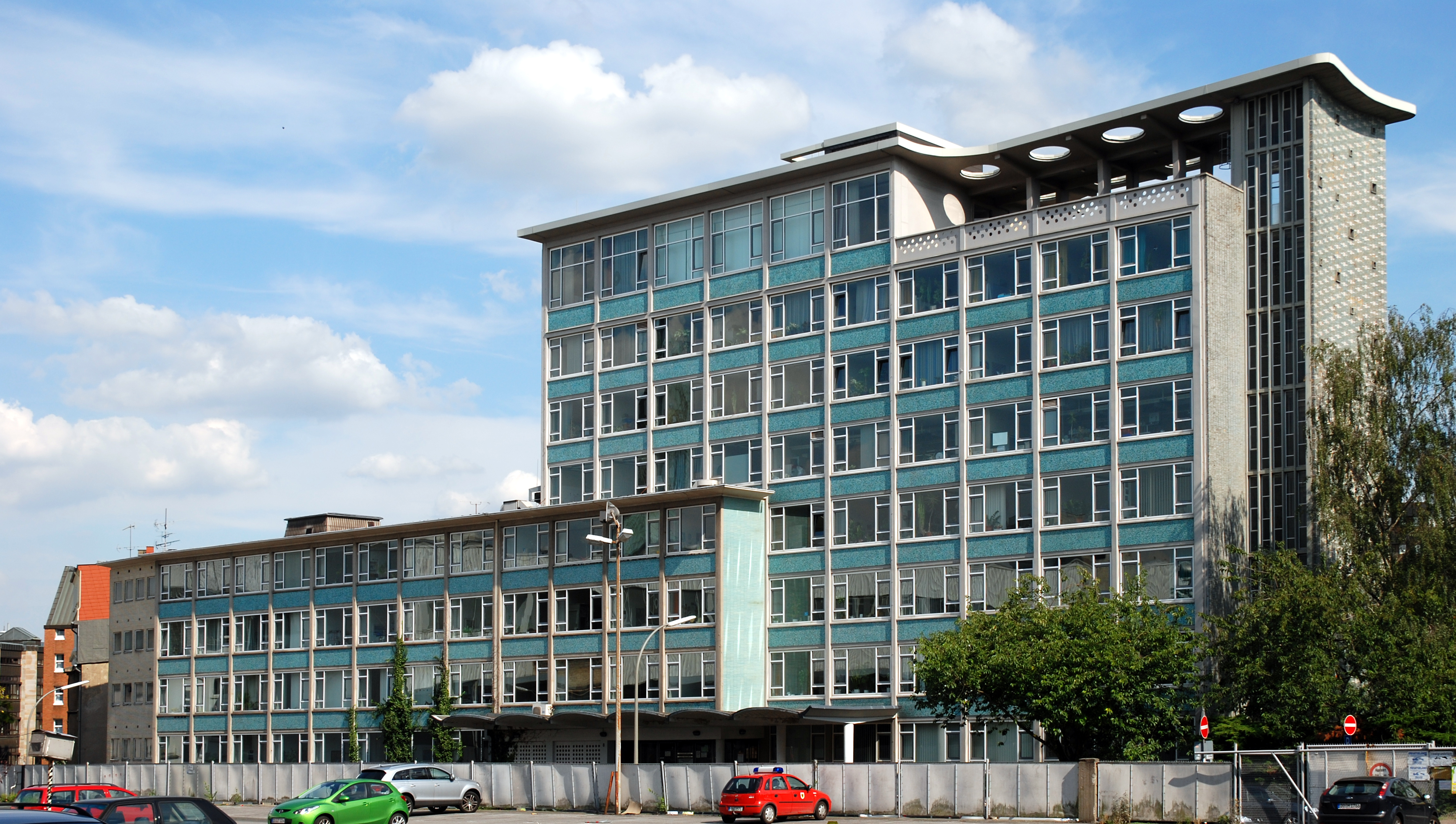
Gesundheitshaus Dortmund

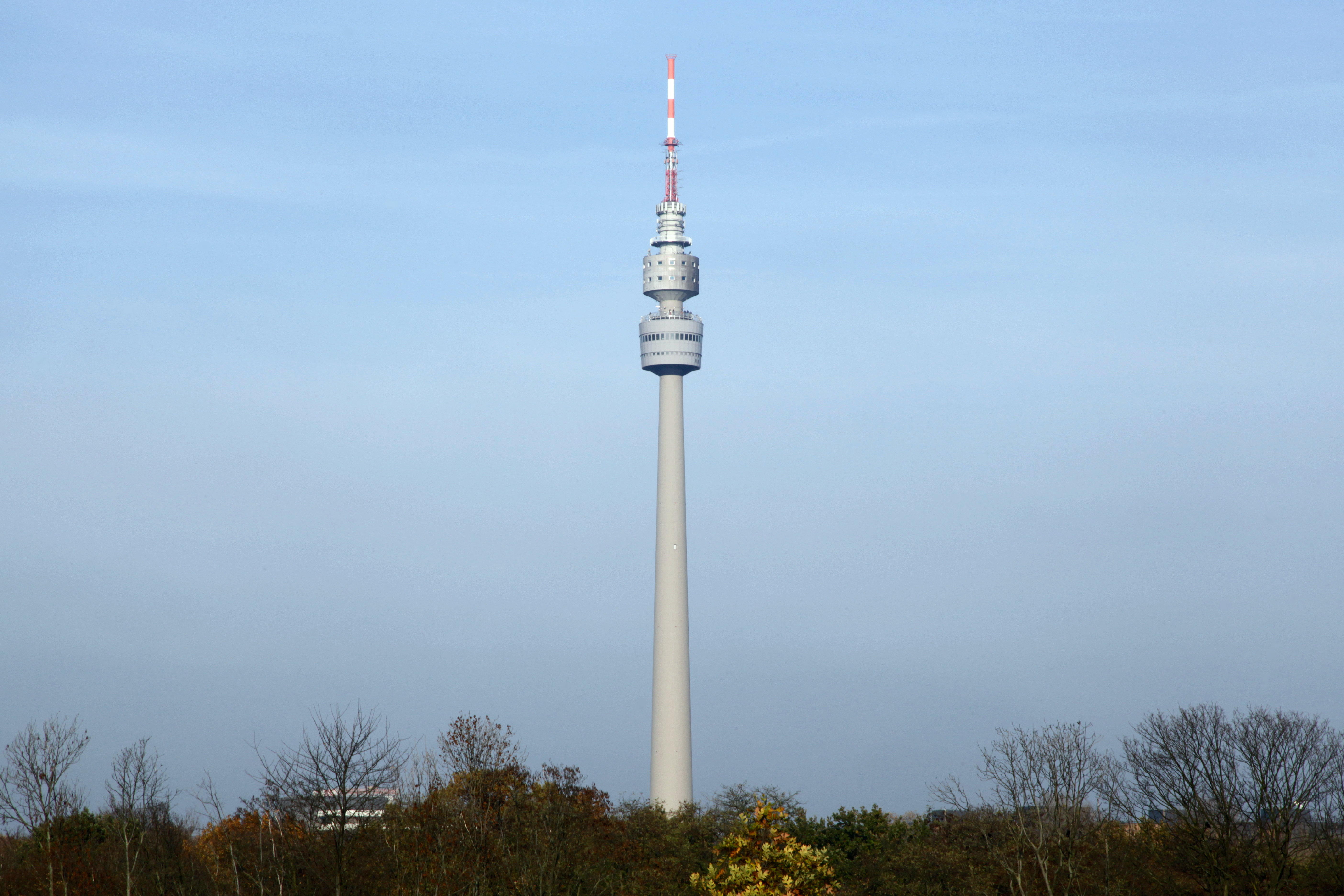
Floriantum Dortmund

- 1954–1960: Mahnmal Bittermark in Dortmund-Bittermark (mit dem Bildhauer Karel Niestrath und Léon Zack).
- 1955–1959: Gesundheitshaus in Dortmund, Hövelstraße.[5]
- 1958–1959: Aussichts- und Fernmeldeturm „Florian“ in Dortmund
- 1959: Parkcafé im Westfalenpark in Dortmund (später „AltenAkademie“, heute: „ParkAkademie – Forum für Bildung und Begegnung“)
- Wohnhaus Dr. K. in Dortmund
- Fabrikgebäude Gebrüder Vedder in Dortmund
- eigenes Wohnhaus von Will Schwarz mit Atelier und Arbeitsräumen in Dortmund-Westfalendamm, Thomas-Mann-Straße Nr. 17[6]
- Renault-Autohaus in Dortmund, Westfalendamm
- Verwaltungsgebäude der Stadtsparkasse in Dortmund, Westfalendamm
- 1968: Landesgehörlosenschule in Dortmund, Glückaufsegenstraße (mit Mechtild Gastreich-Moritz, Ulrich Gastreich, Otto-Heinz Groth, Richard Riepe)
- Rehabilitationszentrum in Dortmund-Hacheney, Hacheneyer Straße (Wettbewerb publiziert 1966/1970, 1. Preis)
- Berufsförderungswerk in Dortmund
- Berufsförderungswerk Oberhausen (mit Hans und Petra Magoley)
- 1971–1978: Landgericht und Staatsanwaltschaft in Bochum, Westring (mit Hans Magoley)
- 1973–1976: Berufsbildungswerk in Wetter (Ruhr), Volmarstein (mit Hans und Petra Magoley)

Will Schwarz entwarf nicht nur Einfamilienhäuser, Schulen, Bauten für Industrie und Verwaltung, er gestaltete auch Möbel und nahm an über fünfzig Architektenwettbewerben teil.